# Antonin Foerster
Antonin Foerster (fêrster),  slovenski pianist, * 25. maj 1867, Senj, † 9. januar 1915, Trst.

## Življenje in delo
Antonin Foerster, sin glasbenika A. Foersterja, je osnovno šolo in gimnazijo končal v Ljubljani. Osnovni glasbeni pouk je dobil doma pri očetu, konservatorij je končal v Leipzigu. Leta 1898 je prišel kot učitelj na Sternov, 1904 na Scharwenkov konservatorij v Berlinu, odtod je bil 1909 pozvan na Musical College v Chicago. Tam je zbolel in se bolan vrnil domov.
Foerster se je uveljavil kot virtuoz na klavirju po vseh večjih mestih Avstrije in Nemčije. Posebno priznan je bil kot interpret Lisztovih in Chopinovih klavirskih skladb. Pridobil si je tudi sloves klavirskega pedagoga. Zložil je tudi vrsto koncertnih skladb za klavir in priredil vrsto starih kompozicij, posebno Bachovih fug, za koncerte na modernih klavirjih; vse to je zapustil v rokopisu.